# Потапов, Сергей Михайлович
Серге́й Миха́йлович Пота́пов (17 [29] сентября 1873, Смоленская губерния — 11 ноября 1957, Москва) — российский, советский криминалист, основоположник судебной фотографии, криминалистической идентификации и почерковедения.

## Биография
Родился 17 (29) сентября 1873 года в селе Ляхово Духовщинского уезда.
В 1896 году окончил юридический факультет Московского университета. В 1900—1912 годы работал судебным следователем в Крестцах, Новгороде, Кронштадте, Петербурге. В 1911 году совершенствовался в Лозанне у профессора Р. А. Рейсса, ознакомился с работой Бюро идентификации А.Бертильона (Париж).
В 1912/1913 уч. году читал курс уголовной техники в Императорском училище правоведения, вёл занятия по научно-судебной экспертизе в криминалистической лаборатории Александровской военно-юридической академии. В 1912—1922 годы работал в кабинетах научно-судебной экспертизы: в Петербурге (1912, помощник управляющего), в Киеве (1914—1919, управляющий), в Одессе (1919—1922, старший техник).
С 1922 года — начальник экспертного подотдела научно-технического отдела Центрозыска (Москва), с 1923 — начальник научно-технического отдела НКВД (Москва).
С 1934 года — сотрудник Института по изучению преступности и преступника, где в 1935 создал криминалистическую лабораторию. С 1938 года — старший научный сотрудник, с 1939 — заведующий криминалистической лабораторией Института права АН СССР. В 1951—1957 годы работал в криминалистической лаборатории Всесоюзного НИИ криминалистики Прокуратуры СССР.
Входил в состав правлений Всесоюзного и Московского научных обществ судебных медиков и криминалистов.

## Научная деятельность
Профессор (1938), доктор юридических наук (1949, без защиты диссертации).
Основные направления исследований:
- теория судебно-экспертной идентификации,
- вопросы судебной фотографии,
- фольклор преступников.

Организовал научно-техническую службу в органах ОГПУ — НКВД, внедрял криминалистические средства и методы в практику борьбы с преступностью.